# Siphlonurus marginatus
Siphlonurus marginatus är en dagsländeart som beskrevs av Jay R. Traver 1932. Siphlonurus marginatus ingår i släktet Siphlonurus och familjen simdagsländor. Inga underarter finns listade i Catalogue of Life.